# John Wayles Eppes
John Wayles Eppes (Chesterfield megye, 1773. április 19. – Buckingham megye, 1823. szeptember 13.) az Amerikai Egyesült Államok szenátora (Virginia, 1817–1819).